# Hibana tenuis
Hibana tenuis är en spindelart som först beskrevs av Ludwig Carl Christian Koch 1866.  Hibana tenuis ingår i släktet Hibana och familjen spökspindlar. Inga underarter finns listade i Catalogue of Life.